# Baddeck
Baddeck ist eine Ortschaft in Nova Scotia in Kanada und ist der Verwaltungssitz von Victoria County. Sie liegt am Westufer des Bras d’Or Lake auf der Kap-Breton-Insel und ist vom Biosphärenreservat Bras d’Or Lake umgeben.

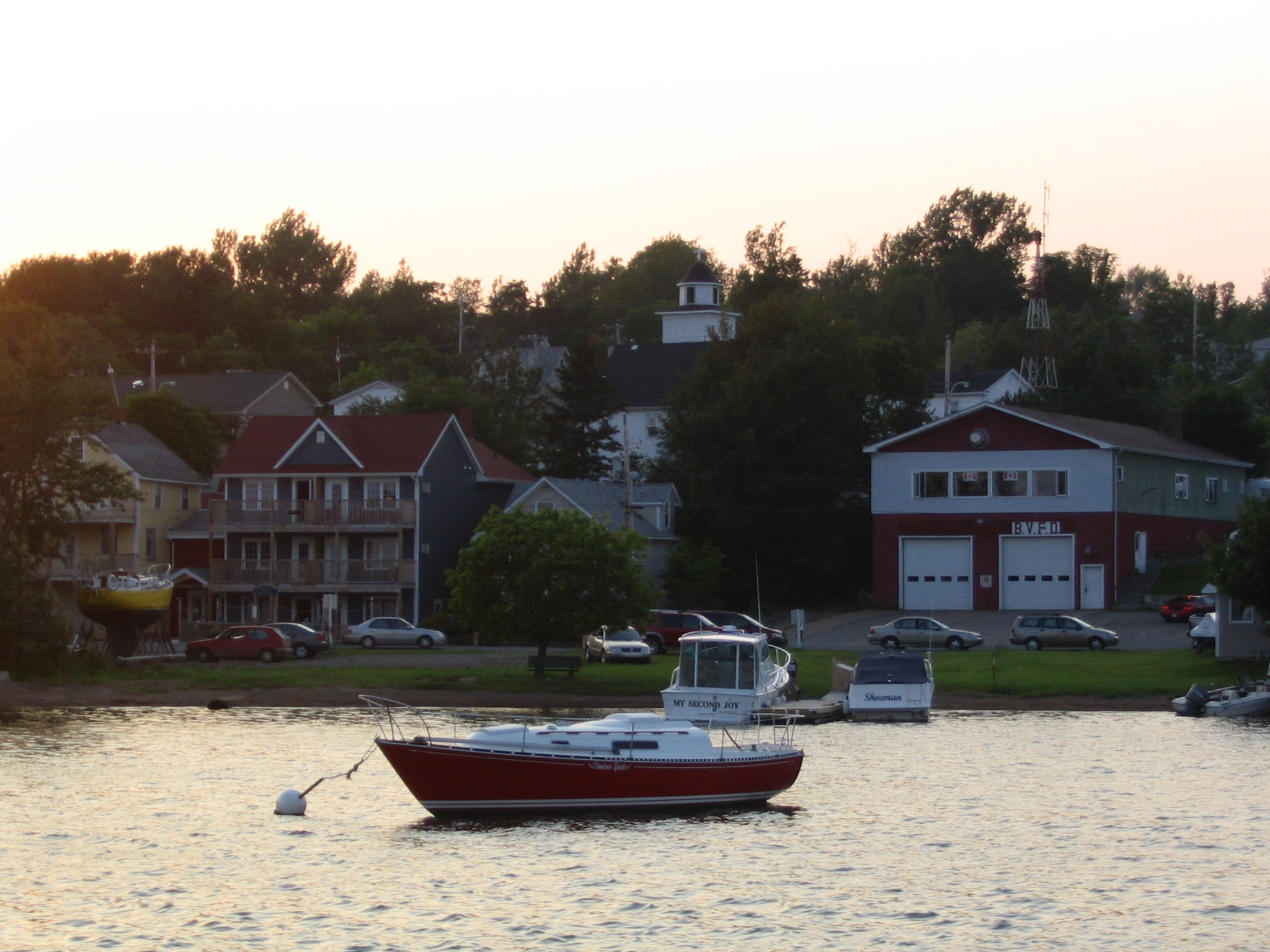
Ansicht von Baddeck

Der Name Baddeck wurde, gemäß einigen Historikern, von dem Wort Abadak der Mi’kmaq-Indianer abgeleitet, was „Ort mit einer nahen Insel“ bedeutet.

## Geschichte
Die ersten europäischen Siedler waren katholische Missionare, die im Jahr 1629 von Frankreich nach Louisbourg kamen. Um 1790 ließ sich der Loyalist Captain Jonathan Jones und seine Familie nieder. Sie waren die ersten britischen Siedler, die Landrechte von der britischen Krone am Baddeck River erhielten. Ihnen folgten weitere Loyalisten und viele Immigranten aus Schottland. Viele Nachkommen dieser ersten Siedler leben noch heute in Baddeck.
Das Jahr 1885 veränderte Baddeck, als Alexander Graham Bell, seine Frau Mabel und ihre zwei jungen Töchter sich in ihrem Haus in Beinn Bhreagh niederließen. Die Familie Bell trug viel zum kulturellen, sozialen und industriellen Fortschritt der Ortschaft bei. In seinem Labor, auf dem Hügel seines Anwesens, führte Bell viele Experimente durch, baute Boote, Drachen, Flugzeuge und gab dadurch vielen Menschen Arbeit. Alexander Graham Bell verbrachte die letzten 30 Jahre seines Lebens bis zu seinem Tod im Jahr 1922 zum Großteil in Baddeck. Am 27. Mai 1952 wurde das Gelände bei seinem Haus von der kanadischen Regierung zu einer National Historic Site of Canada erklärt.
Im Jahr 1908 brach eine Choleraepidemie aus, 31 Bewohner starben in kürzester Zeit. Am 1. Mai 1926 zerstörte ein Feuer große Teile der Ortschaft.
Am 23. Februar 1909 startete John A.D. McCurdy mit einer AEA Silver Dart bei Baddeck vom Eis einer Bucht des Bras d’Or Lake aus zum ersten kontrollierten Motorflug in Kanada und dem britischen Empire. Dieser Erstflug erfuhr rund 25 Jahre später eine staatliche Würdigung, als er am 28. Mai 1934 von der kanadischen Regierung zu einem „nationalen historischen Ereignis“ erklärt wurde.

## Wissenswertes
- Ein experimentelles Fahrzeug, das „HD-4“ Tragflügelboot mit zwei 350-PS-Motoren, stellte am 9. September 1919 mit 114 km/h einen neuen Geschwindigkeitsrekord auf, der 10 Jahre unangetastet blieb.